# 竹园彝族苗族乡
竹园彝族苗族乡是中华人民共和国贵州省毕节市大方县下辖的一个民族乡。

## 行政区划
竹园彝族苗族乡下辖以下村级行政区划单位：
老街村、竹园村、羊场村、沙坝村、尖山村、革新村、海马宫村、显母村和歹鸡村。